# Katharina Lehmann (Künstlerin)
Katharina Lehmann (* 18. Mai 1984 in Moltschanowo) ist eine russisch-deutsche Künstlerin. Sie lebt und arbeitet in München.

## Leben
Katharina Lehmann wurde in Westsibirien, Russland geboren. Im Jahr 2001 siedelte sie nach Deutschland um. Von 2003 bis 2006 besuchte sie die Designschule für Werbe- und Kommunikationsdesign in München (Fachrichtung Grafik und Medien).
Seit 2014 arbeitet die Künstlerin im Atelierhaus Engl in München.

## Werk
Katharina Lehmann wendet für die Erschaffung ihrer skulpturalen Werke die von ihr entwickelte Technik des Thread-Drip Paintings an. Dabei verarbeitet sie tausende Meter von acrylgetränktem Faden, den sie zu mehrschichtigen Objekten modelliert. So entstehen dreidimensionale Kunstwerke und Installationen, die eine eigene Raumdynamik entwickeln und dem Rezipienten vielfältige Betrachtungs- und Deutungsperspektiven anbieten.

## Ausstellungen (Auswahl)
2017
- Luxembourg Art Fair / galerie m beck / Luxemburg
- Borderline - 27 Ausgabe der Miniartextil / ARTE & ARTE / Como, Italien
- Benefizauktion für #mehrRaum im CS Hospiz Rennweg / Kuratiert von Michael Schmidt-Ott in Kooperation mit Sotheby’s / Wien, Österreich
- 24. Aichacher Kunstpreis 2017 / Aichach, Deutschland
- Ortung X - Im Zeichen des Goldes / Schwabacher Kunsttage / Schwabach, Deutschland
- The Space Within - Katharina Lehmann & Jürgen Heinz / Galerie Benjamin Eck / München, Deutschland[2]
- arkadenale. go to paradise - Malerei, Installation, Skulptur, Video. Kunstarkaden / München, Deutschland[3]
- Hinter der blauen Tür - Jahresausstellung im Atelierhaus Engl / München, Deutschland
- Kopfkino / Wasserturm Dachau, Deutschland[4]
- To weave dreams - Miniartextil / ARTE & ARTE / Paris, Frankreich

2016
- Black Cubes - Soloausstellung. Kuratiert von Nadezhda Voronina / Art & Space Gallery / München, Deutschland[5]
- To weave dreams - 2016 Miniartextil Como / ARTE & ARTE / Como, Italien
- Licht4 - Gruppenausstellung. Kuratiert von Dr. Christopher Naumann / Kunstverein Dahn / Dahn, Deutschland
- Engl-Atelierhaus - Jahresausstellung. Atelierhaus Engl / München, Deutschland
- The Bikini Diaries - Minimal x Monochrome / Kuratiert von Ralf Würth in Kooperation mit Galerie MAX WEBER SIX FRIEDRICH / Berlin, Deutschland
- 2947 - Kunstschau im Kunstmuseum Humboldt-Schloss / Kuratiert von Ralf Würth / Hettstedt, Deutschland
- Art Karlsruhe - Internationale Kunstmesse für Klassische Moderne und Gegenwartskunst / galerie m beck / Karlsruhe, Deutschland

2015
- Affordable Art Fair Hamburg / ARTvergnuegen / Hamburg, Deutschland
- Contemplation - Gruppenausstellung / størpunkt - Galerie für Gegenwartskunst / München, Deutschland
- Licht II - Kuratiert von Dr. Christopher Naumann - Gruppenausstellung / galerie m beck / Homburg, Deutschland
- Engl-Atelierhaus - Jahresausstellung. Atelierhaus Engl / München, Deutschland
- ARTMUC - Messe für zeitgenössische Kunst. Praterinsel / München, Deutschland
- STROKE Art Fair. Praterinsel / München, Deutschland
- MONOCHROMOSOMEN - Electric-Artcube-Gruppenausstellung. DomagkAteliers / München, Deutschland
- ART Innsbruck - Internationale Messe für zeitgenössische Kunst / Galerie DA. Rheinfelden / Innsbruck, Österreich
- AUFTAKT KUNST 2015 - Malerei, Fotografie, Objekte. Gruppenausstellung / Pop-Up Galerie / München, Deutschland

## Auszeichnungen
2017
Marialuisa Sponga Award / Como, Italien